# Епархиальное женское училище (Астрахань)
Астраханское женское епархиальное училище — учебное заведение, функционировавшее в Астрахани в период с 1866 по 1918 год.

## Образование училища
Трёхклассное училище было открыто в 1866 году при Благовещенском монастыре. Главной воспитательницей над первыми ученицами состояла монахиня Аполлинария. С первых лет своего существования училище вызывало особое доверие и уважение астраханского общества. Однако, с течением времени и с увеличением популярности, это учебное заведение стало испытывать трудности из-за тесноты здания.

### Новое здание
В 1875 году началась постройка нового двухэтажного каменного корпуса. Но в 1878 году выяснилось, что и это здание уже тесно для училища. Стараниями Священного Синода, епископа Евгения и Епархиального съезда духовенства смежный с училищем участок земли был куплен. Училище было построено по проекту архитектора Э. И. Фольрата, на углу улиц Николо-Часовенной (1939 г. ул. Чалабяна) и Новоисадной (ныне ул. Ногина) . В 1908 г. под руководством архитектора Вейзена училище приняло единый вид трехэтажного корпуса, которое сохранилось до сих пор.В училище находился прекрасным Храм в честь святых мучениц Веры, Надежды и Любови с матерью из св. Софией. На содержание домой церкви часто жертвовали средства люди разных сословий: духовенство, купцы и простой люд.

## Состав учащихся
В училище принимались девочки в возрасте 10-12 лет. За обучение и содержание взималась дифференцированная плата. В училище принимались как дочери священников и работников церкви, так и девочки родителей светского звания, в том числе инославные и сироты, за которых платила епархия.

## Учебно-воспитательная часть
Учёба начиналась 1 сентября и заканчивалась в начале мая, когда начинались экзамены. Расписание составлялось начальницей училища и утверждалось епархиальным начальством. Уроки начинались с 8 часов утра и оканчивались в половине второго. За шесть лет обучения воспитанницы изучали следующие дисциплины:
- Закон Божий
- Русский язык
- Арифметика
- Алгебра
- Геометрия
- Тригонометрия
- География
- Физика
- История
- Церковное пение
- Русская гражданская история
- Дидактика
- Педагогика
- Чистописание
- Рукоделие
- Музыка
- Французский язык

По окончании экзаменов, после благодарственного молебна, зачитывались разрядные списки воспитанниц. Воспитанницы 1 разряда были лучшими, они награждались книгами и похвальными листами, воспитанницам 2 разряда вручали аттестаты, воспитанницы 3 разряда должны были держать переэкзаменовку (обычно 19-23 августа). В училище так же был дополнительный (педагогический) седьмой класс. В нём максимальное количество учебных часов отводилось на дидактику и педагогику. Под руководством инспектора учащиеся этого класса самостоятельно давали уроки. Многие выпускники епархиального училища получали аттестат на звание домашней учительницы.

## Закрытие училища
С приходом советской власти начались гонения на Русскую православную церковь. Начавшись с конца 1917 года, они вскоре приняли массовый и ожесточенный характер уже в 1918 году, когда был принят декрет об отделении Церкви от государства. Первым практическим результатом действия декрета было закрытие в 1918 году духовных учебных заведений, включая епархиальные училища и храмов при них, в том числе и Астраханского Епархиального Женского училища.

### История здания после закрытия училища
После революции, в 1918 году, училище было закрыто. В здании расположили госпиталь и лазарет. Позже открылась школа II ступени. В 1925 году это была уже школа № 5 имени Клары Цеткин.
В годы Великой Отечественной войны в здании училища размещался полевой эвакуационный госпиталь, в 1943 по 1946 год здесь уже разместилось Сталинградское суворовское военное училище.
В 1947 году здание снова стало средней школой № 5 имени Максима Горького, которое в 2001 году было преобразовано в «Лицей № 3».
Известные воспитанницы:
- Первая учительница-астраханка, получившая звание «Заслуженный учитель школы РСФСР», Мария Ильинична Урляпова, была выпускницей Епархиального женского училища
- Евдокия Полякова — солистка оперы Большого театра (до 1936 года) — выпускница Астраханского епархиального женского училища (1901 год).